# Ida Krickau Ketelsen
Ida Krickau Ketelsen (født 15. juni 2006 i Solrød Strand) er en cykelrytter fra Danmark, der kører for CJ O'Shea Racing.

## Karriere
Krickaus første klub var Køge Cykel Ring. Her blev hun i 2021 dansk U17-mester i linjeløb. I 2022 skiftede hun til Greve Cykle Club, hvor hun kørte i U19-klasse, selvom hun kun var 16 år gammel. Fra 2023-sæsonen skiftede hun til Team Rytger p/b Carl Ras.

## Meritter
2023
1.  Dansk juniormester i linjeløb
2024
1. Samlet vinder af Campione Junior Pinse Cup